# Christian von Münch (Bankier, 1724)
Christian II. von Münch (* 26. März 1724 in Augsburg; † Mai 1780 ebenda) war ein deutscher Bankier in Augsburg.

## Leben

### Familie
Christian II. von Münch war ein Sohn des Augsburger Bankiers Christian I. von Münch und seiner Ehefrau Anna Barbara, geb. von Rauner. Er heiratete in Augsburg am 13. September 1751 Sabina Barbara Ploss. Aus der Ehe gingen ein Sohn und eine Tochter hervor.

### Bankier und Unternehmer
Im Jahr 1749 übernahm Münch gemeinsam mit seinem Bruder Johann Carl von Münch das väterliche Bankhaus. Ein weiterer Partner wurde ihr Schwager und entfernter Verwandter Heinrich Remigius Münch, der aber 1752 schon wieder durch Tod ausschied.
Ab 1653 widmeten sich die Gebrüder Münch, wie zahlreiche andere Augsburger Bankhäuser, verstärkt dem Wechselgeschäft. Eine große Rolle spielte dabei der Handel mit Maria-Theresia-Talern. Insbesondere in der Levante konnten diese mit Gewinn als Ware verkauft werden. Einzelne Häuser belieferten das k. u. k. Münzamt Hall in Tirol mit Rohsilber zur Prägung von Maria-Theresia-Talern auf eigene Rechnung. Im Folgejahr wurde den beteiligten Bankhäusern Köpf, Obwexer, Carli & Comp., Münch und Eberz & Comp. am Meitinger Zoll Ladungen von Barrensilber aufgehalten, die überwiegend für das Münzamt Hall in Tirol bestimmt waren. Die Wiener Hofkammer hatte das Geschäftsmodell erkannt. Sie wollte den Handel Dritter unterbinden und die Verkäufe der Levantiner Taler in Eigenregie durchführen. Zwar fanden findige Augsburger Bankiers eine Möglichkeit das Münzamt Hall in Tirol über Mittelsmänner in Marseille, Genua, und Venedig zu beliefern. Eine führende Rolle des Bankhauses Münch kann dabei aber nicht mehr verzeichnet werden. Dennoch profitierten auch die Gebrüder Münch von der steigenden Bedeutung Augsburgs als Geldmarkt. Diese erreichte ihren Höhepunkt, als 1764 ein neues kaiserliches Münzamt in Günzburg in der Markgrafschaft Burgau eingerichtet wurde.
Früh erkannten die Gebrüder Münch die steigende Bedeutung Augsburgs für die Textilproduktion. Sie kauften insbesondere von der Manufaktur Johann Heinrich Schüles große Positionen an Rohkattun und veräußerten diese auf Messen.
Das Bankhaus gehörte unter der Leitung der Gebrüder Münch schon lange nicht mehr zu den bedeutendsten Süddeutschlands, wie zu Zeiten Christian I. von Münchs, blieb allerdings noch immer eines von vielen renommierten Wechselhäusern Augsburgs.
Nachdem Johann Carl von Münch 1778 und sein Bruder Christian II. von Münch zwei Jahre später verstorben waren, übernahm dessen Sohn Christian III. von Münch die Leitung. Im Jahr 1808 gab er das Bankgeschäft auf und zog sich auf seine Schlösser Hohenmühringen und Filseck zurück. Als Anleger ihres Privatvermögens traten er und seine Nachkommen jedoch weiterhin in Augsburg in Erscheinung.

### Grundbesitzer
Der Augsburger Patrizier und Bankier Georg Jacob von Köpf hatte 1766/67 vier kleine Gebäude in exponierter Innenstadtlage Augsburgs aufgekauft und an deren Stelle durch den Baumeister Johann Gottfried Stumpe, der bereits das Augsburger Schaezler-Palais erbaut hatte, in den Jahren 1766/67, ein repräsentatives Rokoko-Gebäude errichtet. Die Fresken wurden 1768/69 von Matthäus Günther ausgeführt. Als Köpf 1772 Konkurs anmelden musste, war der Bau noch nicht abgeschlossen. Münch erwarb das Gebäude, das den Charakter eines Stadtschlosses hatte, aus der Konkursmasse und ließ den Bau beenden. Dorthin verlegte er nicht nur die Geschäftsräume des Bankhauses, sondern auch seinen Stadtwohnsitz. Das Münch’sche Palais am heutigen Martin-Luther-Platz 5 wurde 1944 bei einem Bombenangriff auf Augsburg vollkommen zerstört.
Christian I. von Münch hatte seine Schlösser und Güter Aystetten, Filseck und Mühringen als Fideikommiss seinen männlichen Nachkommen hinterlassen. Für Christian II. von Münch scheinen diese von nachgeordneter Bedeutung gewesen zu sein. Er erwarb zwar weitere kleine Anteile an der nur teilweise in Münch’schem Besitz befindlichen Herrschaft Hohenmühringen und Niedermühringen, ohne dass diese zu seinen Lebzeiten ganz in die Händen der Familie Münch gelangte.

### Stifter
Münch errichtete am 15. Mai 1780 eine zur Unterstützung vorwiegend evangelischer Bedürftiger bestimmte Stiftung, deren Stiftungszweck sich weitgehend mit dem der durch seinen Bruder Johann Carl von Münch bereits am 18. September 1778 ins Leben gerufenen Stiftung deckte. Das beträchtliche Stiftungskapital betrug jeweils 12000 Gulden. Münchs Sohn Christian III. von Münch übernahm die Verwaltung und erhöhte das von seinem Vater eingebrachte Kapital um 600 Gulden. Diese wie auch die von Christian I. von Münch errichtete Stiftung, gingen später im Protestantischen Wohlfahrtsstiftung auf.

## Würdigung
1971: Gebrüder-Münch-Straße in Augsburg, Jakobervorstadt-Nord